# Kerekharaszt, Heves
Kerekharaszt  este un sat în districtul Hatvan, județul Heves, Ungaria, având o populație de 973 de locuitori (2011). 

## Demografie
Componența etnică a satului Kerekharaszt
     Maghiari (97,5%)
     Romi (1,63%)
     Necunoscut (0,43%)
     Români (0,43%)
     Alții (0,43%)
Componența confesională a satului Kerekharaszt
     Romano-catolici (58,58%)
     Fără religie (12,64%)
     Reformați (4,62%)
     Necunoscută (21,79%)
     Alte religii (4,21%)
Conform recensământului din 2011, satul Kerekharaszt avea 973 de locuitori. Din punct de vedere etnic, majoritatea locuitorilor (97,5%) erau maghiari, cu o minoritate de romi (1,63%). Apartenența etnică nu este cunoscută în cazul a 0,43% din locuitori.  Din punct de vedere confesional, majoritatea locuitorilor (58,58%) erau romano-catolici, existând și minorități de persoane fără religie (12,64%) și reformați (4,62%). Pentru 21,79% din locuitori nu este cunoscută apartenența confesională.